# Leichtathletik-Europameisterschaften 1990/4 × 100 m der Männer

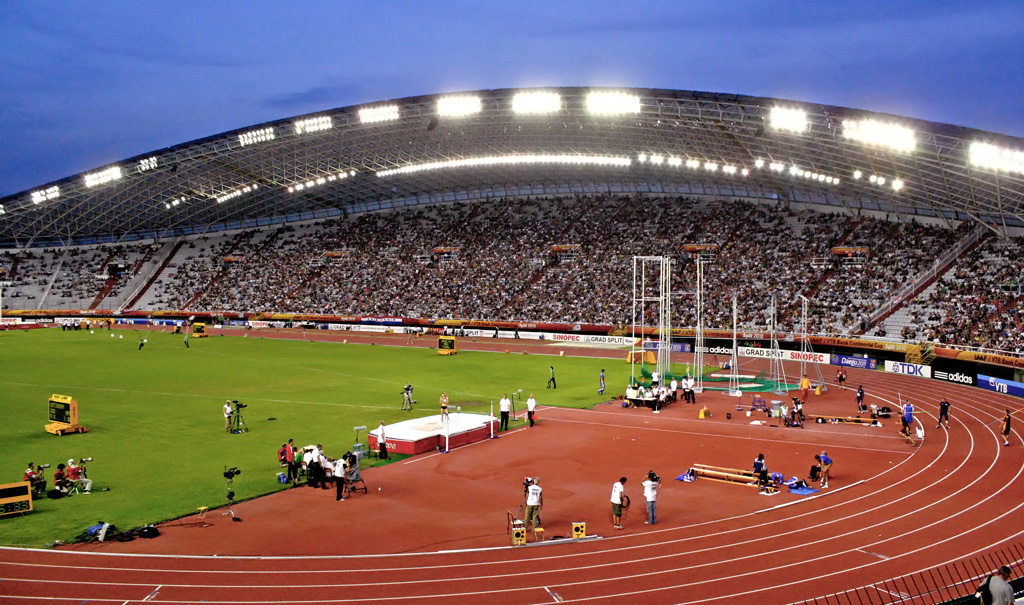
Das Stadion Poljud von Split im Jahr 2010

Die 4-mal-100-Meter-Staffel der Männer bei den Leichtathletik-Europameisterschaften 1990 wurde am 31. August 1990 im Stadion Poljud in Split ausgetragen.
Europameister wurde Frankreich in der Besetzung Max Morinière, Daniel Sangouma, Jean-Charles Trouabal und Bruno Marie-Rose. Das Team stellte im Finale einen neuen Weltrekord auf. Den zweiten Platz belegte Großbritannien mit Darren Braithwaite, John Regis, Marcus Adam und Linford Christie. Bronze ging an Italien (Mario Longo, Ezio Madonia, Sandro Floris, Stefano Tilli).

## Rekorde

### Bestehende Rekorde
| Weltrekord           | 37,83 s | USA (Sam Graddy, Ron Brown, Calvin Smith, Carl Lewis)                                     | OS Los Angeles, USA          | 11. August 1984   |
| Europarekord         | 38,02 s | Sowjetunion (Alexander Jewgenjew, Nikolai Juschmanow, Wladimir Murawjow, Wladimir Krylow) | WM Rom, Italien              | 6. September 1987 |
| Meisterschaftsrekord | 38,29 s | Sowjetunion (Alexander Jewgenjew, Nikolai Juschmanow, Wladimir Murawjow, Wiktor Bryshin)  | EM Stuttgart, BR Deutschland | 31. August 1986   |

### Rekordverbesserungen
Der bestehende EM-Rekord wurde verbessert. Darüber hinaus gab es einen neuen Welt- und einen neuen Landesrekord.
- Meisterschaftsrekord: 37,79 s – Frankreich (Max Morinière, Daniel Sangouma, Jean-Charles Trouabal, Bruno Marie-Rose), Finale am 31. August
- Weltrekord: 37,79 s – Frankreich (Max Morinière, Daniel Sangouma, Jean-Charles Trouabal, Bruno Marie-Rose), Finale am 31. August
- Landesrekord: 38,46 s – Sowjetunion (Innokenti Scharow, Wladimir Krylow, Oleg Fatun, Alexander Sokolow), Finale am 31. August

## Legende
Kurze Übersicht zur Bedeutung der Symbolik – so üblicherweise auch in sonstigen Veröffentlichungen verwendet:
| WR  | Weltrekord                               |
| NR  | Nationaler Rekord                        |
| DNF | Wettkampf nicht beendet (did not finish) |

## Vorrunde
31. August 1990
Mit nur neun Teilnehmern wurde die Vorrunde in zwei Läufen durchgeführt. Das heißt, eine einzige Staffel würde ausscheiden. Die ersten drei Teams pro Lauf – hellblau unterlegt – sowie die darüber hinaus beiden zeitschnellsten Mannschaften – hellgrün unterlegt – sollten sich für das Finale qualifizieren. Allerdings erreichten im ersten Vorlauf nur drei Quartetts das Ziel, die beiden anderen Mannschaften schieden somit aus. Aus dem zweiten Vorlauf mussten die beteiligten Teams somit nur das Ziel erreichen, um im Finale dabei zu sein. Das Finale am darauffolgenden Tag wurde folgerichtig mit nur sieben Staffeln ausgetragen.

### Vorlauf 1
| Platz | Staffel        | Besetzung                                                      | Zeit (s) |
| ----- | -------------- | -------------------------------------------------------------- | -------- |
| 1     | Großbritannien | Darren Braithwaite John Regis Marcus Adam Linford Christie     | 38,90    |
| 2     | Italien        | Mario Longo Ezio Madonia Sandro Floris Stefano Tilli           | 39,17    |
| 3     | Portugal       | Fernando Damásio Pedro Curvelo Pedro Agostinho Luis Barroso    | 40,01    |
| DNF   | Norwegen       | Kennet Kjensli Geir Moen Vidar Jakobsen Aham Okeke             |          |
| DNF   | DDR            | Sven Matthes Steffen Görmer Torsten Heimrath Steffen Bringmann |          |

### Vorlauf 2
| Platz | Staffel     | Besetzung                                                            | Zeit (s) |
| ----- | ----------- | -------------------------------------------------------------------- | -------- |
| 1     | Frankreich  | Max Morinière Daniel Sangouma Jean-Charles Trouabal Bruno Marie-Rose | 38,81    |
| 2     | Sowjetunion | Innokenti Scharow Wladimir Krylow Oleg Fatun Alexander Sokolow       | 39,21    |
| 3     | Ungarn      | György Bakos László Karaffa Pál Rezák Attila Kovács                  | 39,66    |
| 4     | Spanien     | Florencio Gascón Enrique Talavera José Javier Arques Luís Rodríguez  | 39,89    |

## Finale
31. August 1990
| Platz | Staffel        | Besetzung                                                            | Zeit (s) |
| ----- | -------------- | -------------------------------------------------------------------- | -------- |
| 1     | Frankreich     | Max Morinière Daniel Sangouma Jean-Charles Trouabal Bruno Marie-Rose | 37,79 WR |
| 2     | Großbritannien | Darren Braithwaite John Regis Marcus Adam Linford Christie           | 37,98    |
| 3     | Italien        | Mario Longo Ezio Madonia Sandro Floris Stefano Tilli                 | 38,39    |
| 4     | Sowjetunion    | Innokenti Scharow Wladimir Krylow Oleg Fatun Alexander Sokolow       | 38,46 NR |
| 5     | Ungarn         | György Bakos László Karaffa Pál Rezák Attila Kovács                  | 39,05    |
| 6     | Spanien        | Florencio Gascón Enrique Talavera José Javier Arques Luís Rodríguez  | 39,10    |
| 7     | Portugal       | Fernando Damásio Pedro Curvelo Pedro Agostinho Luis Barroso          | 39,33    |

## Videolink
- 1990 European Athletics Championships Men's 4x100m final, www.youtube.com, abgerufen am 22. Dezember 2022
- 4x100 Men - France World Record 37.79 - Split 1990, www.youtube.com, abgerufen am 22. Dezember 2022